# Piepenborn

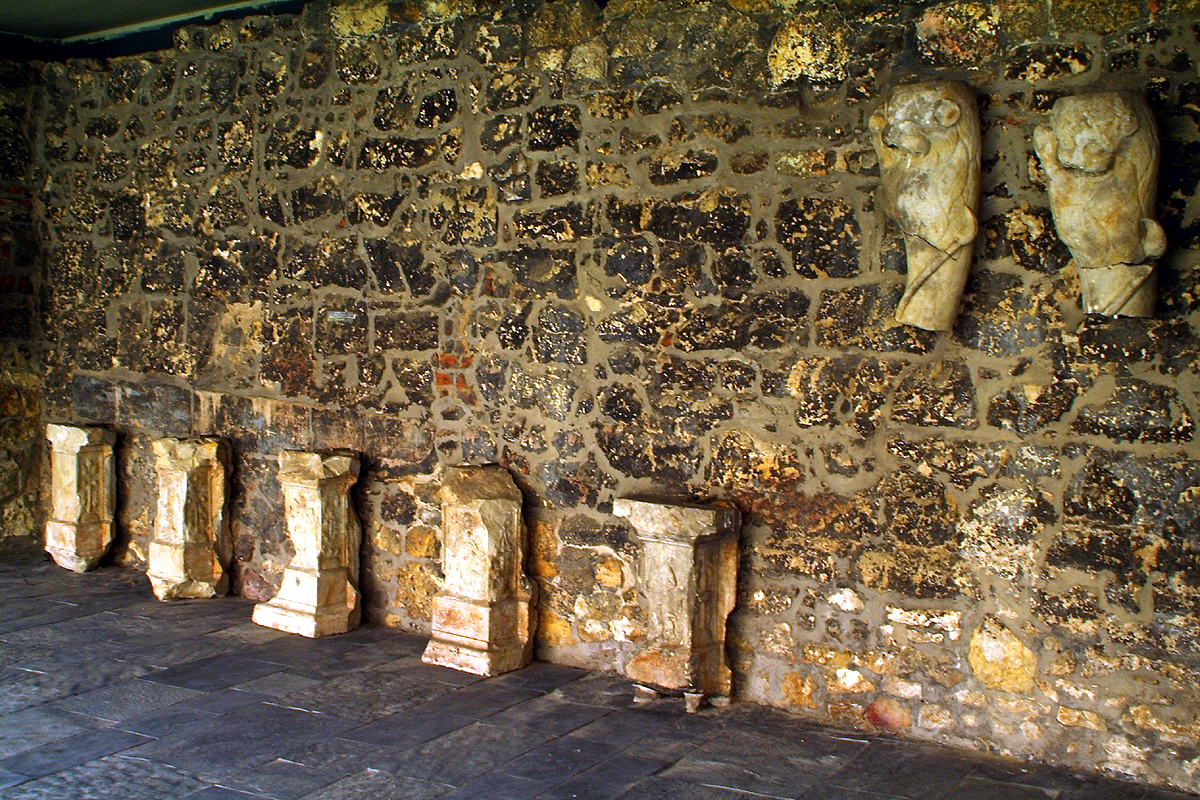
Sieben Teile des Piepenborns an der Stadtmauer im Historischen Museum Hannover

Der Piepenborn (auch: Marktbrunnen) in Hannover war ein Brunnen des 16. Jahrhunderts am Marktplatz zwischen dem Alten Rathaus und der Marktkirche. Seine erhaltenen Teile finden sich heute im Historischen Museum Hannover.

## Geschichte
Der Piepenborn war der Nachfolger eines älteren Wasserverteilungssystems mit Abnahmestelle an der nordöstlichen Ecke des Alten Rathauses.
Das Wasser für den Brunnen wurde aus der Leine an der Bornkunst am Himmelreich durch hölzerne Röhren („Piepen“) zugeführt, daher der Name „Piepenborn“.

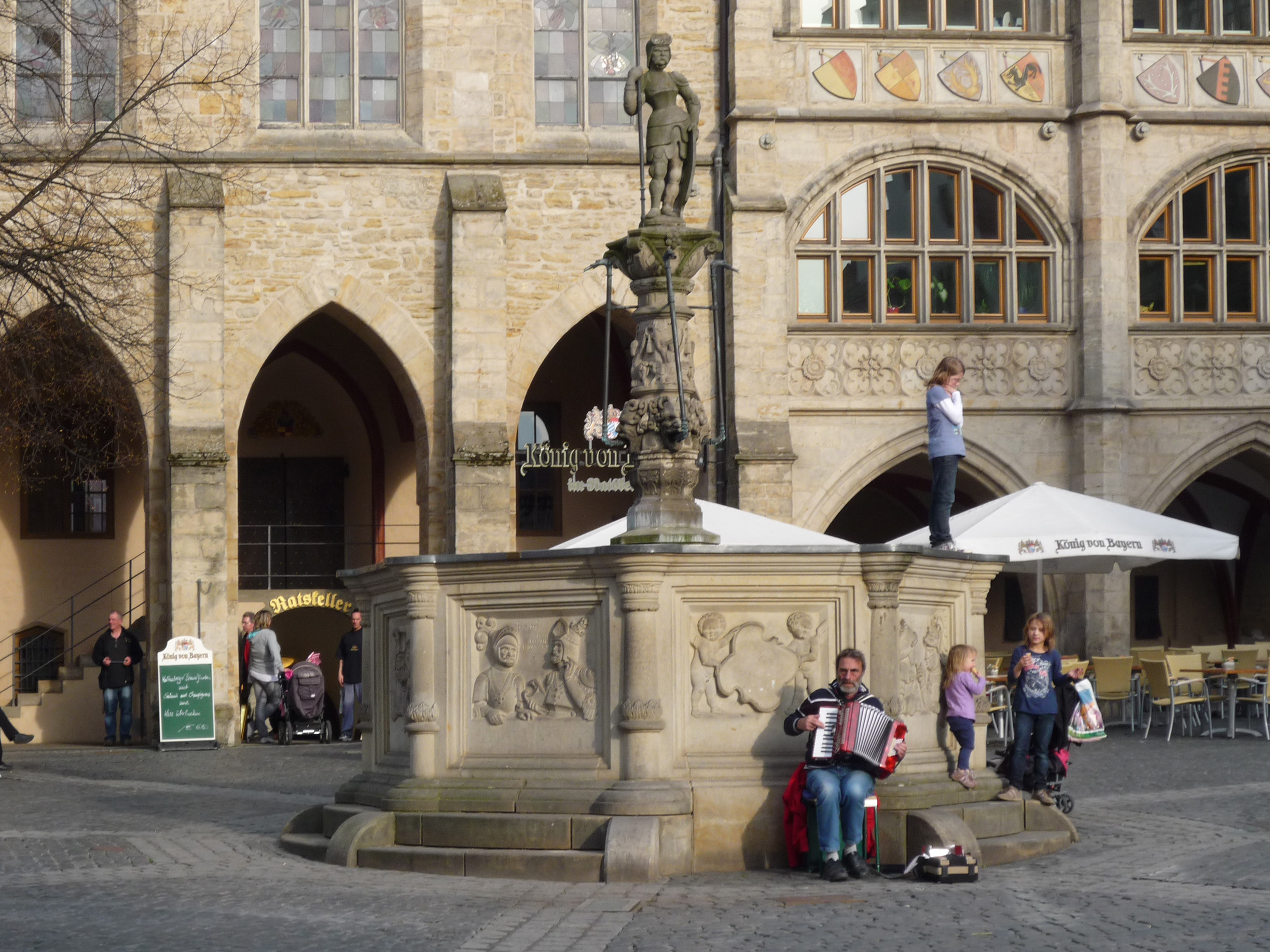
Der Piepenborn war im Stil des 1548 in Hildesheim geschaffenen Rolandbrunnens errichtet

Rechnungen der Kämmerei aus dem Jahr 1551 belegten das Baujahr des Brunnens, während das Bornguldenregister den hannoverschen Steinmetzen Arndt Siemerding als Erbauer des Brunnens als solcher nachwies, für vier der Bildtafeln jedoch einen Hildesheimer Meister unbekannten Namens. Dieser neue Brunnen für den Marktplatz in Hannover wurde im Stil des Hildesheimer Rolandbrunnens erbaut:
Das achtseitige Brunnenbecken aus Obernkirchener Sandstein war farbig bemalt mit „Szenen um die segenspendende und lebenserhaltende Kraft des Wassers“. Die Eckstücke zeigten symbolische Darstellungen der Planeten. An der Brunnensäule waren vier steinerne Löwenköpfe als Wasserspeier geformt. Auf den Löwenköpfen ruhte ein zweites Becken, das von der Figur des „Hänschen auf dem Piepenborn“ bekrönt war.
Die Brunnenanlage wurde so nur ein gutes halbes Jahrhundert genutzt und nach dem Abbruch 1619 durch den Aktäonbrunnen ersetzt.
Nachdem die Beckenplatten des Piepenborns lange als verschollen galten, wurden sie später wieder aufgefunden, gemeinsam mit einem Kantenstück, das die Jahreszahl 1551 trug. Die Brunnenteile waren beidseitig über der Eingangstür des Sodenschen Klosters sowie auf der Leineseite des Ratsklosters vermauert. Die Fundstücke wurden dann im Leibnizhaus aufbewahrt und 1927 fotografiert und die Bezüge zu dem Hildesheimer Rolandsbrunnen analysiert:

„Die Themata und die bildhauerische Behandlung der auf den Platten dargestellten Halbfiguren stimmen mit denen des Hildesheimer Brunnens überein.“

Sie zeigten in starkem Relief vor landschaftlichen Hintergründen Szenen aus dem Alten Testament mit Bezügen zu Wasser. Die teils schwer entzifferbaren Beischriften gaben die Bibelstellen an und die Namen der Dargestellten: „Eleasar mit Rebecca, Gideon und Simoson, Elisa und Naeman, Tobias und der Engel.“ Nach einer Beschreibung des hannoverschen Chronisten Johann Heinrich Redecker wurden die noch fehlenden, anderen Platten des Brunnenbeckens als Reliefs gemutmaßt „mit David und Bathseba, ferner mit Josua und mit dem Stadtwappen.“
Nach den Luftangriffen auf Hannover im Zweiten Weltkrieg fand man in den Wiederaufbaujahren 1952 bei Bauarbeiten am Klostergang weitere Teile des Piepenborns.
Neben anderen als verloren geltenden Teilen war – nach Überlieferung aus den Handschriften im Stadtarchiv Hannover – an dem Brunnen ein Doppel-Distichon angebracht, das das nach Cord Broyhan erfundene Broyhan-Bier verherrlichte:

„Sodeniana domus Brochanam prima coquebat Brochanus coctor nomina fecit ei. Secula si quindena super numeraveris annum Vicenum hoc ann prima Brochana fuit. Johann Brochan, Inventore Volksmaro ab Anderten.“